# Lepidium latipes
Lepidium latipes là một loài thực vật có hoa trong họ Cải. Loài này được Hook. mô tả khoa học đầu tiên năm 1836.